# Флорес, Игнасио
Хуа́н Игна́сио «На́чо» Фло́рес Окара́нса (исп. Ignacio Flores Ocaranza; 31 июля 1953 года, Мехико — 11 августа 2011 года, Куэрнавака) — мексиканский футболист, правый защитник, выступавший за «Крус Асуль» и сборную Мексики. Участник чемпионата мира 1978 года. Его брат, Луис Флорес, также был футболистом, игравшим в сборной Мексики.

## Клубная карьера
Флорес вырос в Мехико в большой семье. Он был увлечён футболом с детства, а в 16 лет принял участие в молодёжном турнире Torneo de los Barrios, где его заметили и пригласили на пробы представители команды «Америка» Мехико, однако он отклонил это предложение. Позже игрок также тренировался с клубом «Пачука», но в конечном итоге не подписал контракт, так как клуб только что вылетел во второй дивизион. В январе 1970 года перешёл в другую столичную команду «Крус Асуль», успешно пройдя отбор и попав в резерв этой команды. В возрасте 17 лет был включён в основную команду тренером Раулем Карденасом, а в сезоне 1971/1972 дебютировал в чемпионате Мексики, быстро став игроком стартового состава.
Флорес играл за «Крус Асуль» на протяжении всей своей карьеры, став частью лучшей команды в истории клуба в 1970-е годы, которую возглавлял сначала Карденас, а затем Игнасио Трельес. Будучи ключевым игроком команды, пять раз выигрывал чемпионат Мексики (1972, 1973, 1974, 1979, 1980), трижды занимал второе место (1981, 1987, 1989), в 1972 году выиграл национальный суперкубок Чемпион чемпионов, а в 1974 году вышел в финал Кубка страны. Он защищал цвета «Крус Асуль» в общей сложности восемнадцать лет и стал одной из величайших легенд клуба. Флорес отличался профессионализмом и был важной фигурой в команде так же и за пределами поля. Свой прощальный матч он сыграл в возрасте 36 лет на стадионе Ацтека против «Гвадалахары».
В 1990 году окончил тренерские курсы, которые начал проходить ещё до окончания футбольной карьеры. Позже работал тренером в юношеской академии «Крус Асуль», а также возглавлял резерв клуба — «Крус Асуль Оахака». В течение нескольких месяцев также был тренером любительского клуба четвёртой лиги «Фрайлес Хомапе», который был филиалом «Крус Асуль».

## Карьера в сборной
В сборной Мексики Флорес дебютировал под руководством Игнасио Трельеса 1 августа 1975 года в товарищеском матче против Германии (2:3). В 1978 году тренер Хосе Антонио Рока вызвал игрока на чемпионат мира в Аргентину. Там он появился только в последнем матче с Польшей (1:3), а его команда, не сумев набрать ни одного очка, покинула турнир на стадии группового этапа. За шесть лет в составе сборной выходил на поле в 12 матчах, в которых не отметился забитыми мячами.
11 августа 2011 года был застрелен группой неизвестных на заправочной станции в Чамильпе на трассе Мехико — Куэрнавака около полуночи, когда вместе с тремя людьми (включая сестру и брата) собирался навестить свою мать. Флорес скончался на месте, в его теле было обнаружено 27 пуль. Остальные пассажиры были только ранены и сумели выжить.

## Достижения
Крус Асуль
- Чемпион Мексики (5): 1971/1972[англ.], 1972/1973[англ.], 1973/1974[англ.], 1978/1979[англ.], 1979/1980[англ.]
- Чемпион чемпионов: 1972
- Финалист Кубка страны: 1973/1974